# Vinderup
Vinderup – miasto w Danii, w regionie Jutlandia Środkowa, w gminie Holstebro.